# 1,6-二溴己烷
1,6-二溴己烷是己烷的溴代烃。 1,6-二溴己烷是一种无色液体， 熔点 −2 °C ，沸点 则为 243 °C 。

## 制备
1,6-二溴己烷可以由氢溴酸和1,6-己二醇的取代反应而成。
{\displaystyle \mathrm {HO{-}(CH_{2})_{6}{-}OH\ +\ 2\ HBr\ \longrightarrow } } {\displaystyle \mathrm {Br{-}(CH_{2})_{6}{-}Br\ +\ 2\ H_{2}O} }

## 用处
1,6-二溴己烷的溴原子为离去基团，通过在这些位置上的取代反应，可以得到更多的己烷衍生物。通过消除反应形成己烯衍生物也是有可能的。
1,6-二溴己烷或它的类似物1,6-二碘己烷可用于噻环庚烷的合成。合成涉及了它与硫化钠的反应。
{\displaystyle \mathrm {Br{-}(CH_{2})_{6}{-}Br\ +\ Na_{2}S\longrightarrow \ C_{6}H_{12}S\ +\ 2\ NaBr} }